# هوشنگ دیبائیان
هوشنگ دیبائیان (زاده ۳ خرداد ۱۳۱۶ در تهران – درگذشته ۱۴ اردیبهشت ۱۳۹۴ در تهران) بازیگر سینما اهل ایران بود.

## بازیگر

### سینمایی
- عاشق (۱۳۸۵)
- مسیح (۱۳۸۴)
- غزل (۱۳۸۰)
- زخمی (۱۳۷۶)
- شبیخون (۱۳۷۶)
- یاغی (۱۳۷۶)
- جوانمرد (۱۳۷۵)
- عقرب (۱۳۷۵)
- اعاده امنیت (۱۳۷۴)
- دشمن (۱۳۷۴)
- طالع سعد (۱۳۷۴)
- قانون (۱۳۷۴)
- آخرین بندر (۱۳۷۳)
- روز دیدنی (۱۳۷۳)
- می‌خواهم زنده بمانم (۱۳۷۳)
- بدل (۱۳۷۲)
- بندر مه‌آلود (۱۳۷۱)
- پرواز را به خاطر بسپار (۱۳۷۱)
- رابطه پنهانی (۱۳۷۱)
- مأموریت آقای شادی (۱۳۷۱)
- دادستان (۱۳۷۰)
- ساده‌لوح (۱۳۷۰)
- کشتی آنجلیکا (۱۳۶۷)
- محموله (۱۳۶۶)
- حریم مهرورزی (۱۳۶۵)
- سفیر (۱۳۶۱)
- یکی بود یکی نبود (۱۳۳۸)
- یوسف و زلیخا (۱۳۳۵)
- عروس دجله (۱۳۳۳)

### تلویزیونی
- در چشم باد(۸۷-۱۳۸۲)
- روشنتر از خاموشی(۱۳۸۲)
- دلبر آهنی (۱۳۷۸)
- زمان شوریدگی (۱۳۷۸)
- رنگ خیال (نیمه دوم دهه ۱۳۷۰)
- خانه سبز (بازیگر مهمان) (۷۶-۱۳۷۵)
- همسران(بازیگر مهمان) (۷۴-۱۳۷۳)
- شیطان در خانه (۱۳۷۲)